# Redox
Redox是用Rust语言写就的类Unix微内核操作系统。Redox追求可用性、自由和安全性，目标是把Rust语言的创新（安全、并发、实用）带入到现代的微内核和整套的应用程序。

## 支持
目前Redox支持:
- 所有x86_64架构CPU
- 有VBE支持的所有显卡
- AHCI协议的硬盘
- E1000或RTL8168网卡
- PS/2模拟接口的鼠标和键盘

## 设计
Redox为了实现它的目标，它有以下的一些设计决定：
- 使用Rust编程语言
- 使用微内核设计，类似于MINIX
- 包含可选的GUI界面 - Orbital
- 支持Rust标准库
- 使用MIT许可证
- 驱动运行在用户空间
- 包括常见的Unix命令
- 包含C程序的新移植库

## 历史
Redox最早于2015年4月20日在Github上发表。从此开始了活跃的开发进程。